# Eterscél Mór
Eterscél Mór (i.e: le Grand), fils de Íar mac Dedad, un descendant d'Óengus Tuirmech Temrach, des Érainn du Munster est selon les légendes médiévales et les traditions pseudo-historiques irlandaises un Ard ri Erenn qui succède à Eochaid Airem.

## Mythologie
Eterscél Mór apparaît dans le texte en moyen irlandais Togail Bruidne Dá Derga (i.e: Destruction de la résidence de Dá Derga).
Il n'a pas d'enfant et il lui est prophétisé qu'une femme de race inconnue lui donnera un fils. Il rencontre et oblige à l'épouser la très belle Mess Búachalla, fille d'Étaín et du précédent Haut roi  Eochaid Feidlech (ou, dans Tochmarc Étaíne i.e: La Courtise d'Étain), du frère de ce dernier Eochaid Airem et de sa propre fille par Étaín), qui du fait de sa conception incestueuse  a été abandonnée et exposée à sa naissance mais qui a été recueillie par un berger et son épouse.
Une nuit dans la maison  Eterscél, elle reçoit la visite d'un homme inconnu qui lui apparaît  dans une lumière céleste sous la forme d'un oiseau, et elle donne naissance à un fils le futur  Haut roi Conaire Mór, qui est réputé être le fils d Eterscél.

## Règne
Eterscél règne 5 ou 6 ans, à la fin desquels il est tué par  Nuadu Necht lors de la  bataille d' Aillenn. Le Lebor Gabála Érenn synchronise son règne avec celui de l'Empereur Romain Auguste (27 av. J.-C. - 14 ap. J.-C.) et la naissance du  Christ. Il fait de lui  un contemporain des rois provinciaux légendaires Conchobar Mac Nessa, Cairbre Nia Fer, Cú Roí et Ailill mac Máta.
La chronologie de Geoffrey Keating Foras Feasa ar Éireann lui attribue comme dates  70-64 av. J.-C. et les  Annales des quatre maîtres de 116- 111 av. J.-C..

## Source
- (en) Cet article est partiellement ou en totalité issu de l’article de Wikipédia en anglais intitulé « Eterscél Mór » (voir la liste des auteurs), édition du 30 mars 2012.